# سوئز (شهر)
سوئز نام شهر و شهرستانی در استان سوئز مصر است.